# Elena Bonetti
Elena Bonetti (ur. 12 kwietnia 1974 w Asoli) – włoska polityk, matematyk i wykładowczyni akademicka, minister bez teki, deputowana.

## Życiorys
W 1997 ukończyła studia matematyczne na Uniwersytecie w Pawii. Doktoryzowała się na Uniwersytecie w Mediolanie w 2002. Specjalistka w zakresie analizy matematycznej, podjęła pracę jako nauczyciel akademicki. Doszła do stanowiska profesorskiego na Uniwersytecie w Mediolanie. W badaniach zajęła się m.in. modelami analitycznymi w naukach stosowanych. Autorka i współautorka kilkudziesięciu publikacji naukowych.
Była dyrektorem AGESCI, włoskiej organizacji skautów katolickich. Działała w Partii Demokratycznej. W 2017, gdy ugrupowaniem kierował Matteo Renzi, dołączyła do sekretariatu krajowego PD. We wrześniu 2019 objęła stanowisko ministra bez teki do spraw rodziny i równych szans w nowo powołanym drugim rządzie Giuseppe Contego. W tym samym miesiącu przystąpiła do partii Italia Viva, którą założył Matteo Renzi. W styczniu 2021 ustąpiła z funkcji ministra, gdy jej ugrupowanie wycofało swoje poparcie dla rządu.
W lutym 2021 powróciła na urząd ministra bez teki do spraw rodziny i równych szans, wchodząc w skład gabinetu Maria Draghiego. Funkcję tę pełniła do października 2022. W tym samym roku z ramienia koalicji ugrupowań centrowych uzyskała mandat posłanki do Izby Deputowanych. W 2024 przystąpiła do ugrupowania Azione.